# Abraxas
La paraula abraxas (o abrasax o abracax, del grec ἄβραξας) era un terme que es gravava en certes pedres antigues, anomenades pedres abraxas, i que les sectes gnòstiques solien utilitzar com a talismà. Es creia que 'Abraxas' era el nom d'un déu que representava el Bé i el Mal, un déu i deïtat adorada i un dimoni i daimon temut en una única existència. Abraxas va ser també considerat un déu egipci i un dimoni; també se sap que era adorat pels caïnites. És probable que la mística paraula abracadabra fos derivada de tal nom, encara que existeixen algunes altres explicacions. En altres cultures se'l coneix com a abraxis, rasaxe, baechen, avichehem, avichaem i anusix.
Aquest terme va ser usat pels basilidians, una secta gnòstica fundada per Basilides al segle ii, per nomenar un ser suprem o déu que ells adoraven. Aquesta secta creia que la Terra havia estat creada per ell. Pensaven, d'igual manera, que el seu nom tancava grans misteris, en part pel fet que les set lletres gregues que el componen (ἄβραξας) sumen un total de 365, la xifra dels dies de l'any. Es creia, a més, que comandava a tres déus, cadascun d'ells posseïdor d'una virtut. Els seus adeptes asseguren que en les seves manifestacions sol ser amable i pietós amb aquelles persones a qui considera bones i despietat amb aquelles a qui considera dolentes.
D'altra banda, els mitologistes antics col·locaven Abraxas entre els déus egipcis, i alguns demonòlegs el solen citar com un dimoni amb el cap d'un rei o d'un gall i amb serps en comptes de cames (l'Anguíped). Ha estat representat en amulets (que els basilides solien portar) portant un garrot a les seves mans i incloent-hi, al seu torn, el número 365.
Segons els demonòlegs es manifesta de diferents formes, inscripcions a terra, parets, portes, i fins i tot al cos de qui l'invoca per ajuda. Generalment amb símbols i dibuixos; rares vegades entaula conversió amb la seva víctima a qui no deixa fins a complir-li seva petició o desig si no l'hi demana, però només obeeix a aquelles persones a qui considera bones. Si qui li ordena és una persona dolenta només aconsegueix enfurismar-lo.
El símbol d'Abraxas és un cercle partit a la meitat en forma diagonal Ø, també se'l representa amb una balança anivellada amb dos caps d'àliga.

## A la literatura
Segons Hermann Hesse, en la seva obra Demian, Abraxas com un déu que uneix simbòlicament el diví amb el demoníac, allò bo amb allò dolent, la vida amb la mort. Venera les dues parts. És la unió sagrada, és l'ambigüitat de l'existència. Anomena a aquest déu amb la següent cita: "L'ocell trenca la closca. L'ou és el món. Qui vol néixer ha de trencar un món.
L'ocell vola cap a Déu. El Déu es diu Abraxas. "- Rayen Parada O. també té una forma de relleu